# Stiel-Eiche Döbelner Straße 24
Die Stiel-Eiche Döbelner Straße 24 ist ein als Einzelbaum ausgewiesenes Naturdenkmal (ND 30) in Trachenberge im Dresdner Nordwesten. Die Stiel-Eiche (Quercus robur) steht auf dem oberen, hinteren Teil des früheren Weinbergsgrundstücks Döbelner Straße 24, auf dem das als Weinbergschlösschen bekannte, denkmalgeschützte Spiegler’sche Haus steht. Mit einer Höhe von etwa 20 Metern, einem Kronendurchmesser von etwa 30 Metern und einem Stammumfang von 5,20 Metern ist die Eiche mit ihrer breiten, weit herabreichenden Krone „einer der schönsten Altbäume von Dresden.“ Ein Ast neigt sich zum Boden, ähnlich wie das bei der Großfrüchtigen Eiche am Sachsenplatz der Fall war. Sie ist nicht öffentlich zugänglich.

## Geschichte
Im 17. Jahrhundert war das Areal Teil eines Weinbergs, der nach seinen damaligen Besitzern Wertherscher Weinberg bzw. später Maxenscher Weinberg genannt wurde. Das Alter der Eiche wird auf über 250 Jahre geschätzt. Ihr kam zugute, dass sie in einem kleinen Park steht, der zusammen mit dem Wohnhaus über lange Zeit im Familienbesitz ist.
Die Unterschutzstellung des Baums erfolgte mit Beschluss-Nr. 266/85 vom 3. Januar 1985 durch den Rat der Stadt Dresden. Zeitgleich unter Schutz gestellt wurden im damaligen Stadtbezirk Dresden-Nord die Stiel-Eiche Bärnsdorfer Straße, die Kaditzer Linde und die mächtige Kiefer in der Dresdner Heide.
Im Jahr 1997 wurde der nördlich der Eiche wachsende Ahornbestand beseitigt, da dieser den Baum bedrängte und bereits zur Kronenrückbildung führte. Ziel war es, dass sich die Krone wieder ausbilden konnte und der Baum somit vital bleibt.
Anfang 2000 wurde eine gut 50 Meter näher zum Haupthaus befindliche Kornelkirsche ebenfalls unter Schutz gestellt.